# كريس إليوت
كريس إليوت (بالإنجليزية: Chris Elliott)‏ مواليد 31 مايو 1960 في نيويورك، هو ممثل ومخرج أمريكي بدأ مسيرته الفنية عام 1979. وهو من الفائزين بجائزة إيمي.

## أعماله
- هناك شيء ما عن ماري
- الجميع يحب رايموند
- كوميونتي
- سبونجبوب
- فيوتشوراما
- عرض السبعينات ذاك
- القانون والنظام: الوحدة الخاصة للضحايا
- الساحرة المراهقة سابرينا
- ساترداي نايت لايف
- وفقا لجيم
- المربية
- كيف قابلت أمكما

## وصلات خارجية
- كريس إليوت على موقع IMDb (الإنجليزية)
- كريس إليوت على موقع ألو سيني (الفرنسية)
- كريس إليوت على موقع أول موفي (الإنجليزية)
- كريس إليوت على موقع قاعدة بيانات الأفلام السويدية (السويدية)
- كريس إليوت على موقع إن إن دي بي (الإنجليزية)
- كريس إليوت على موقع قاعدة بيانات الفيلم (الإنجليزية)
- كريس إليوت على موقع كينوبويسك (الروسية)